# Историја Есватинија
Данас је утврђено да је садашња територија Свазиланда настањена још од времена каменог доба. Археолошким ископавањем пронађени су остаци људске насеобине од пре 110.000 година. Такође су нађени и остаци древних номадских афричких народа, попут Сотхо и Ntungwa-Нгуни кланова. Вековима пре конституисања модерне државе, догодила се велика централноафричка миграција са обала ка центру континента, када се један од кланова Нгуни народа (данашњи Зулу и Ххоса племена) населио око данашњег Мапута у Мозамбику.
Најзад, Дламини фамилија овде оснива своју династију. Први корак ка конституисању Свази нације се догодио око 1750. године када је краљ Дламини династије, Хгване III, под притиском других кланова био принуђен да поведе свој народ на територију тзв. Унутрашње земље, око реке Пангола (данашњи јужни Свазиланд). У току такве миграције, његовом народу су се прикључивала и остала племена која су сретали на путу од источне обале. Данас се сматра да је Нгване III први Свази краљ.
Његов наследник, Собхуза I је у току своје владавине имао знатне проблеме са Зулу племеном, које је упорно нападало југ територије, тако да је поново подигао главни град, овог пута даље од Зулуа, непосредно поред данашњег града Лобамба, који је до дан данас остао срце краљевине.
Мсвати II, надарени ратник и дипломата, је од Собхузе I наследио престо и Свазиланд, дупло веће територије од данашње. Наравно, ни њега нису пштедела Зулу племена, па је и он, као и његови претходници, померио своју престоницу, у тадашњи Ххоххо, у планинама севера, настављајући освајања ка северу, дефинитивно остварујући сан о Свази нацији. Тадашња Свази нација је била позната широм афричког континента под називом Мсвати-Мсвази.
Током четрдесетих година деветнаестог века почиње све већи прилив белаца у регион — ловци, недоследни трговци, ватрени мисионари... Примани су мирољубиво од стране Свази народа, али током владавине Мбандзенија, било је очигледно да је већина тих дошљака само хрпа најобичнијих ловаца на срећу које је у Свазиланд вукла само похлепа за земљиштем и трговинским добитком. Крајем деветнаестог века, Британци остварују административну доминацију над целокупним југом Африке и почиње један веома конфузан период у животима јужноафричких народа. Скоро да ништа није урађено по питању интережџија из Европе, који су надирали преко граница Свазиленда, које су уређене од стране Британаца, да се Свази народ није чак ни питао о томе.
Током Англо-бурског рата, 1889. године, рођен је краљ Собхуза Други и након смрти његовог оца, Бхунуа, његова баба, Лаботсибени преузима власт, док млади Собхуза није довољно стасао да ступи на престо. А након Англо-бурског рата, британци су још шездесет и шест година владали Свазиландом, као својом колонијом.
Након ступања на престо, Собхуза II је наставио борбу коју је започела Краљица Мајка, а циљ те борбе је био да се Свази народу врати његова земља, која је наводно, већ припадала Свазијима, али са двојном контролом — на једној страни краљ, Национални и Унутрашњи савет Свазиленда, а на другој страни британски комесар и обласни официри, као локални заповедници од стране колонизатора. Уставне промене, које је Собхуза предложио, повеле су ка борби за независност, која је заслужено и уследила, септембра, 1968. године. Када је краљевини враћено око две трећине територије. Након стицања независности, било је очигледно да устав, који су кројили Британци, уопште не приличи Свази народу, нити њиховим традиционалним потребама, па је одмах по стицању независности донесен нови устав, који је и данас важећи.
Краљ Собхуза Други је владао од 1921. па све до своје смрти, 1982. године што је, на свету, најдужа владавина неког краља. Његова владавина је памћена по мудрости, по поштовању традиционалних племенских вредности и одржању баланса између исте традиције и новог времена.
Године 1986. на престо долази краљ Мсвати III који по узору на свог претходника заступа одржавање традиције. Државом је управљао уз Савет министара и неколико саветника. Било је мало оних који су се противили власти, народ је углавном био окренут традицији, упркос спољним притисцима модернизације. Опозионе партије су биле незаконите, што је 1995. довело до студентских протеста у којима је спаљена Народна скупштина и домови заменика премијера и подканцелара Универзитета. Протести су настављени, па су 1997. уследили разговори председника Мозамбика и Јужноафричке Републике са краљем о даљој демократизацији Свазиланда.
Од тада, краљ Мсвати и продемократски оријентисане снаге ушли су у борбу за превласт; све више неустрашиви савези организовали су штрајкове и забрану увоза и извоза производа, из чега је произашло то да је влада забранила састајање трговинских синдиката и увела казну од 60 дана притвора; припадници продемократских група одбили су да признају Одлуку о јавном реду која забрањује политичке партије у краљевини и захтева полицијску дозволу за окупљања, а карљев кабинет је, за узврат, одбио да да коментар на извештај УН о уређењу земље.